# Wochenpresse
Die Wochenpresse war eine politische österreichische Wochenzeitung. Sie erschien von 2. April 1955 bis 1993, als sie auf Grund einer Fusion ihren Titel auf Wirtschaftswoche änderte. Unter diesem Namen erschien sie bis Dezember 1996. Die Auflage betrug 1995 48.000 Exemplare.
Sie entstand aus der Wochenausgabe der Tageszeitung Die Presse. Es war umgekehrt. Zuerst entstand die Wochenpresse, aus der sich dann die Tageszeitung "Die Presse" entwickelte. Das lag daran, dass unabhängige Zeitungen in den Jahren nach 1945 keine oder nur unzureichende Zuteilungen von Papier erhielten. Daher erschien die "Presse" anfangs als "Wochenpresse". Bekannte Chefredakteure waren Fritz Molden und Otto Schulmeister, Hans Magenschab, Redakteure waren unter anderem Gerald Freihofner, der sich jahrelang mit der Affäre "Lucona" beschäftigte und den politischen Skandal um den rechtskräftig verurteilten sechsfachen Mörder Udo Proksch (mit) aufdeckte. In der innenpolitischen Redaktion arbeiteten unter anderem der spätere KURIER-Chefredakteur Christoph Kotanko, der spätere ORF-Redakteur Gerhard Jelinek (Report, Leiter der zeitgeschichtlichen Dokumentationen im ORF), in der Außenpolitik Lucian O. Meisels, Hanna Molden und Ditta Rudle (Gesellschaft), Peter Breitschopf und Andreas Weber, später Chefredakteur "Format" und "Trend", ein Redakteur war der Journalist Christian Ortner. Wie WOCHENPRESSE war für ihre hervorragenden Photos von Barbara Pflaum und in den 1980er Jahren Nora Schuster bekannt. Politische Wirksamkeit erreichte sie mit der Titelgeschichte über den damaligen Gewerkschaft-Präsidenten und späteren Innenminister Franz Olah. Das Titelbild "Schatten über Österreich" gehört zu den ikonischen Bildern der Zweiten Republik.